# Maslimomab
Il maslimomab  è un anticorpo monoclonale di tipo murrino, che viene utilizzato come farmaco immunosoppressivo.
Il farmaco agisce su un recettore delle cellule T.